# Уоллоп, Джон, 1-й граф Портсмут
Джон Уоллоп, 1-й граф Портсмут (англ. John Wallop, 1st Earl of Portsmouth; 15 апреля 1690 — 22 ноября 1762) — британский политик. Он был известен как Джон Уоллоп, 1-й виконт Лимингтон, с 1720 по 1743 год.

## Происхождение и образование
Родился 15 апреля 1690 года. Третий сын Джона Уоллопа из Фарли Уоллопа (? — 1693/1694) и его жены Алисии Борлас, дочери Уильяма Борласа.
Уоллопы были старой и влиятельной семьей из графства Хэмпшир. Его прадедом был цареубийца Роберт Уоллоп (1601—1667). В 1707 году после смерти своего старшего брата Блюта Уоллопа Джон унаследовал родовые поместья.
Джон Уоллоп получил образование в Итонском колледже в 1708 году и в Женеве (1708—1709). В 1710 году он совершил гран-тур по Италии и Германии.

## Политическая карьера
Джон Уоллоп заседал в Палате общин Великобритании от Андовера (1715) и Хэмпшира (1715—1720). С 1717 по 1720 год — лорд казначейства.
11 июня 1720 года ему были пожалованы титулы виконта Лимингтона (графство Саутгемптон) и барона Уоллопа (графство Саутгемптон), став членом Палаты лордов.
11 января 1732 года Джон Уоллоп был назначен судьей в Эре по лесам к северу от Трента. В 1733 году виконт Лимингтон был назначен лордом-лейтенантом Хэмпшира, вице-адмиралом Хэмпшира и вице-адмиралом острова Уайт. В 1734 по 1742 год он занимал пост губернатора острова Уайт.
11 октября 1743 года ему был пожалован титул 1-го графа Портсмута (графство Саутгемптон). С 1746 по 1762 год — губернатор и вице-адмирал острова Уайт.

## Семья
20 мая 1716 года Джон Уоллоп женился на леди Бриджит Беннет (? — 12 октября 1738), дочери Чарльза Беннета, 1-го графа Танкервилля, и леди Мэри Грей. У супругов было шесть сыновей и четыре дочери:
- Достопочтенная Бриджит Уоллоп (20 февраля 1717 — 26 июня 1736)
- Джон Уоллоп, виконт Лимингтон[англ.] (3 августа 1718 — 19 ноября 1749), отец Джона Уоллопа, 2-го графа Портсмута.
- Достопочтенный Борлейс Уоллоп (3 июня 1720 — апрель 1741)
- Достопочтенная Мэри Уоллоп (17 августа 1721 — 13 апреля 1722)
- Достопочтенный Чарльз Уоллоп[англ.] (12 декабря 1722 — 11 августа 1771)
- Достопочтенная Энн Уоллоп (? — 3 марта 1759), незамужняя
- Достопочтенный Блютт Уоллоп[англ.] (27 апреля 1726 — 6 июня 1749)
- Достопочтенная Элизабет Уоллоп (? — июнь 1727)
- Генри Уоллоп, умер в младенчестве
- Беннет Уоллоп, умер молодым.

Виконт Лимингтон вторично женился 9 июня 1741 года на Элизабет (30 ноября 1691 — 13 августа 1762), вдове en:Henry Grey (MP)Генри Грея (1683—1740) и дочери Джеймса Гриффина, 2-го барона Гриффина из Брейбрука. У них не было детей.
Двое из его сыновей умерли в 1749 году: Блютт, младший, в июне и Джон, виконт Лимингтон, в ноябре. После его смерти в 1762 году Уоллопу наследовал его внук Джон Уоллоп, 2-й граф Портсмут.